# هنری دریپر
 هنری دریپر (انگلیسی: Henry Draper؛ زاده ۷ مارس ۱۸۳۷ درگذشته ۲۰ نوامبر ۱۸۸۲) یک دانشمند در زمینه پزشکی اهل ایالات متحده آمریکا بود. او امروزه بیشتر به عنوان یکی از پیشگامان عکاسی نجومی شناخته می‌شود.

## زندگی و شغل
پدر هنری دریپر، جان ویلیام دریپر، دکتر، شیمیدان، گیاه‌شناس و استاد دانشگاه نیویورک بود. او اولین کسی بود که از ماه با تلسکوپ عکس گرفت (۱۸۴۰). مادر دریپر، آنتونیا کوتانا د پایوا پریرا گاردنر، دختر پزشک شخصی امپراتور برزیل بود. خواهرزاده او آنتونیا موری نیز ستاره‌شناس بود.
او در ۲۰ سالگی در سال ۱۸۵۷ از دانشکده پزشکی دانشگاه نیویورک فارغ التحصیل شد.
دریپر یکی از پیشگامان استفاده از عکاسی نجومی بود. در سال ۱۸۷۲، او طیف ستاره‌ای را انتخاب کرد که خط طیف نوری را نشان می‌داد، که افرادی مانند یوزف فون فراون‌هوفر، لوئیس موریس رادرفورد و آنجلو سکی، در این بلند همتی و آرزو پیش از او بودند.
او در سال ۱۸۷۳ از ریاست خود در بخش پزشکی استعفا داد تا زمان بیشتری برای تحقیقات اولیه داشته باشد.